# HK Tambov
Le HK Tambov - en russe : ХК Тамбов - est un club de hockey sur glace de Tambov dans l'oblast de Tambov en Russie. Il évolue en Pervaïa Liga.

## Historique
Le club est fondé en 1981.

## Palmarès
- Aucun titre.